# Fångad på nätet
Fångad på nätet, engelsk fars av Ray Cooney. Originaltitel: Caught in the net.
Efter 18 års bigami tror taxichauffören John Smith att han kan sluta bekymra sig för att bli avslöjad i sitt hemliga dubbelliv. Han får dock problem då hans tonårsbarn, som bor i varsitt hus med varsin mamma, träffas via Internet och blir goda vänner.
Barnen kommer överens om en date. John tar hjälp av sin vän Stanley för att stoppa deras möte och hamnar snart i en karusell av bortförklaringar, lögner och komiska missförstånd.
Fångad på nätet är en fristående uppföljare till farsen Kuta och kör och hade Sverigepremiär på Oscarsteatern 2004 med Robert Gustafsson i huvudrollen som bigamisten.